# Antigonaria arenaria
Super-famille
Famille
Genre
Espèce
Les Antigonaria arenaria est une espèce de l'embranchement des Acoela, la seule de genre, de la famille et de la super-famille.
Elle a été découverte dans le sable de l'île d'Heligoland dans la mer du Nord.

## Référence
- Dörjes, 1968 : Die Acoela (Turbellaria) der deutschen Nordseeküste und ein neues System der Ordnung. Zeitschrift für Zoologische Systematik und Evolutionsforschung 6 p. 56-452.